# Ventenata
Genre
Ventenata est un genre de plantes monocotylédones de la famille des Poaceae, sous-famille des Pooideae, originaire d'Eurasie.
ÉtymologieLe nom générique « Ventenata » est un hommage au botaniste français, Étienne Pierre Ventenat (1757-1805).

## Liste d'espèces
Selon World Checklist of Selected Plant Families (WCSP) (13 septembre 2016) :
- Ventenata blanchei Boiss. (1884)
- Ventenata dubia (Leers) Coss. & Durieu (1856)
- Ventenata eigiana (H.Scholz & Raus) Dogan (1985)
- Ventenata huber-morathii (Dogan) D.Heller (1991)
- Ventenata macra (Steven ex M.Bieb.) Balansa ex Boiss. (1884)
- Ventenata quercetorum Boiss. & Balansa (1859)
- Ventenata sorgerae (Dogan) D.Heller (1991)
- Ventenata subenervis Boiss. & Balansa (1857)